# 시안 방송
시안 방송(중국어: 西安广播电视台)은 중화인민공화국 산시성 시안시에 위치한 미디어 기관으로, 중국 시안 시의 시급 라디오-텔레비전 방송국이다. 본사는 베이린 구 振兴路 100호에 있다.

## 역사
시안인민방송(西安人民广播电台)은 1949년 1월 5일에 설립되었으며, 개국 당시에는 시베이신화방송(西北新华广播电台)으로 불렀다. 동년 6월, 시안에서 타이위안으로 옮기고, 따로 남은 시안 방송이 설립되었다. 7월 1일에는 시안인민방송으로 이름을 바꾸었다. 1950년 9월에는 시안인민방송이 시베이인민방송(西北人民广播电台)으로 바뀌었다. 단 기존의 시안인민방송(西安人民广播电台)의 이름은 남아서, 한 기관에 두개의 방송이 방송되었다. 이후 1954년에 서베이 방송이 방송을 중단하여, 그 인력과 장비는 산시인민방송(陕西人民广播电台)과 시안인민방송으로 넘겨졌다. 이후 산시,시안의 각 방송국이 합병하다가, 개혁후 시안인민방송이 독립하여 독자적인 방송을 하게 되었다. 시안인민방송은 현재 5개의 방송 채널을 운영하고 있다.
시안 텔레비전(西安电视台)은 1985년 2월 1일에 설립하였고, 2003년 3월 18일에는 제2채널이 개국되고 시안 케이블 텔레비전(西安有线电视台)과 합병하였다. 현재 6개의 무료 방송 채널을 운영하고 있다.
2013년 3월 27일에 시안 방송 창립총회가 시안방송센터에서 개최되었으며, 여기서 시안인민방송과 시안 텔레비전의 합병 및 구조조정안에 의해 시안 방송사가 설립하였다.

## 라디오 채널
- 뉴스 방송 (新闻广播)（AM 810 KHz、FM 95.0 MHz）
- 종합 오락 방송 (综艺广播)（FM 102.4 MHz）
- 교통 관광 방송 (交通旅游广播)（FM 104.3 MHz）
- 음악 방송 (音乐广播)（FM 93.1 MHz）
- 정보 방송 (资讯广播)（FM 106.1 MHz）

## 텔레비전 채널
- 新闻综合频道 : 뉴스 및 종합 채널, 약칭 西安-1
- 白鸽都市频道 : 도시 채널, 약칭 西安-2
- 商务资讯频道 : 비즈니스 정보 채널, 약칭 西安-3
- 文化影视频道 : 드라마 채널, 약칭 西安-4
- 健康快乐频道 : 다큐멘터리 및 교양 채널, 약칭 西安-5
- 乐购购物频道 : 홈쇼핑 채널, 약칭 西安-6